# Бабіхи
Бабіхи (пол. Babichy) — село в Польщі, у гміні Жґув Лодзький-Східного повіту Лодзинського воєводства.